# ナコーンシータンマラート県

ナコーンシータンマラート県
จังหวัดนครศรีธรรมราช

- この項目は英語版を元に作成されています。

ナコーンシータンマラート県（ナコーンシータンマラートけん、タイ語: จังหวัดนครศรีธรรมราช）は、タイ王国南部の県（チャンワット）の一つ。ソンクラー県、パッタルン県、トラン県、クラビー県、スラートターニー県と接し、タイランド湾にも面する。

## 地理
県はタイランド湾に面し、マレー半島に位置する。その地域のほとんどは森林地帯であり、タイ南部最高峰の1,835mのルワン山がある。このルワン山の地域はカオルワン国立公園に登録されている。

## 歴史
ナコーンシータンマラートは、古代のタンブラリンガ国（中: 单马令、リゴール王国 - Kingdom of Ligor）の首都リゴールの地であった。シュリーヴィジャヤ王国の勢力が及んだこともあった。その後スコータイ王朝・ラームカムヘーン大王が攻めて来るに及んでその領土となった。後にこの領土はアユタヤ王朝に受け継がれた。17世紀始めには山田長政がリゴール王に任じられ、この地で毒殺された。チャクリー王朝時代、1932年にナコーンシータンマラート県が成立、タイ南部の要衝として軍都となった。

## 県章

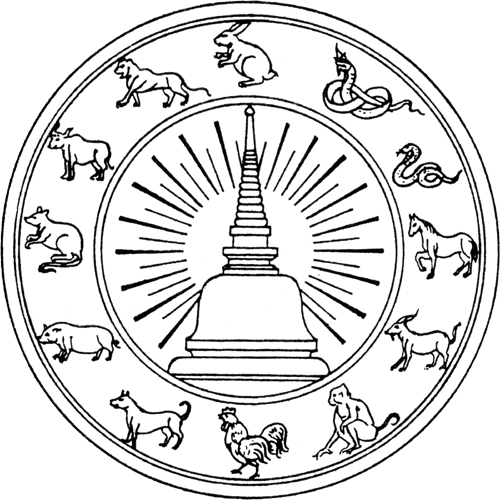
県章

県章は311年に建てられたとされる（実際は13世紀頃）、パゴダ、プラ・ボーロマタートチェーディーが描かれている。このパゴダは現在ワット・プラマハータートウォーラウィハーン（仏教寺院）の境内にある。そのパゴダの回りには十二支がデザインされている。この十二支はナコーンシータンマラート王国時代の属国あるいは地方主要都市を代表しているとされる。詳細は以下の通り。
- 子（ネズミ） … サイブリー
- 丑（ウシ） … パッターニー（パッターニー県）
- 寅（トラ） … クランタン州（現マレーシア）
- 卯（ウサギ） … パハン州（現マレーシア）
- 辰（竜） … ケダ州（現マレーシア）
- 巳（ヘビ） … パッタルン（パッタルン県）
- 午（ウマ） … トラン（トラン県）
- 未（ヒツジ） … チュムポーン（チュムポーン県）
- 申（サル） … チャイヤー（スラートターニー県）あるいはクラビー（クラビー県）
- 酉（ニワトリ） … サウラウ（不明、ソンクラー（ソンクラー県）、カーンチャナディット（スラートターニ県）、プラーターのいずれかと考えられている。）
- 戌（イヌ） … タクワパー（ラノーン県）
- 亥（イノシシ） … クラブリー（ラノーン県）

県木はオオマメノキ（Adinobotrys atropurpureus; シノニム: Callerya atropurpurea、Millettia atropurpurea）、県花はナンバンサイカチ（Cassis fistula）。

## 隣接する県
- ソンクラー県
- パッタルン県
- トラン県
- クラビー県
- スラートターニー県

## 行政区
ナコーンシータンマラート県は23の郡（アムプー）に分けられ、その下位に165の町（タムボン）と、1,428の村（ムーバーン）がある。
| 1. ムアンナコーンシータンマラート郡 2. プロムキーリー郡 3. ラーンサカー郡 4. チャワーン郡 5. ピプーン郡 6. チエンヤイ郡 7. チャウワット郡 8. ターサーラー郡 9. トゥンソン郡 10. ナーボーン郡 11. トゥンヤイ郡 12. パークパナン郡 | 1. ロンピブーン郡 2. シチョン郡 3. カノーム郡 4. フワサイ郡 5. バーンカン郡 6. タムパンナラー郡 7. チュラーポーン郡 8. プラプロム郡 9. ノッピタム郡 10. チャーンクラーン郡 11. チャルームプラキアット郡 | ナコーンシータンマラート県の郡 |

## 姉妹都市
- 山東省（中華人民共和国）